# 栗田萌
栗田 萌（くりた もえ、1988年11月23日 - ）は、日本のタレント、女優。女性アイドルグループ『S★スパイシー』の元メンバー。
千葉県出身。スターダストプロモーション芸能3部所属。

## 人物
- 愛称は「もえちゃん」、「くりもえ」、「くりもえ先生」、「くりもえ姉さん」。
- 趣味は旅行、買い物。特技は韓国語、ネイルアート。
- テレビでは2012年から『さんまのSUPERからくりTV』でアシスタントを務めるほか、バラエティ番組内の再現ドラマパートへの出演が多い。ちなみにS★スパイシーのシングル曲に「再現ドラマの女」という曲がある（名義は、CD発売時点でのグループ名である「S★スパイシー2」）。
- 姉が1人いる[1]。

## 出演

### テレビ番組
- さんまのSUPERからくりTV（2012年 - 、TBS） - アシスタント
- ジェネレーション天国（2013年、フジテレビ）
- 1番ソングSHOW（2012年 - 、日本テレビ）
- 行列のできる法律相談所（2012年 - 、日本テレビ）
- 人生が変わる1分間の深イイ話（2012年 - 、日本テレビ）
- 秘密のケンミンSHOW（2012年、読売テレビ）
- 雨上がり決死隊のトーク番組 アメトーーク!（2014年 - 、テレビ朝日）
- 有吉反省会（2014年12月7日、日本テレビ） - 反省人

### 舞台
- 劇団†勇壮淑女「もっとその時はロマンティック」（2012年2月21日 - 26日、中野ザ・ポケット）
- 散歩道楽男闘呼組「Hokuto No Ken」（2012年12月15日、下北沢OFFシアター）
- 劇団†勇壮淑女「愛して候〜純情地獄爆走伝説〜」（2013年2月26日 - 3月3日、中野ザ・ポケット）
- 少女劇団いとをかし 第2回公演「ともだちの数え方」（2015年1月31日 - 2月1日、ラゾーナ川崎プラザソル） - しなのん先生 役

### 映画
- くも漫。ハローワーク職員役（2017年2月4日公開）[2]